# Síndrome de microdeleción 9q21.13
El síndrome de microdeleción 9q21.13 es una enfermedad genética muy recientemente descubierta (descrita en 2012) caracterizada por problemas intelectuales, musculares, y de comportamiento, dismorfismos faciales, convulsiones.

## Presentación
Este síndrome consiste en los siguientes síntomas: retrasos de desarrollo, lenguaje y habla, epilepsia/convulsiones recurrentes, trastornos del comportamiento (tales como el autismo), hipertricosis, discapacidades intelectuales, microcefalia, y dismorfismos faciales moderados (tales como la cara larga, pliegues epicánticos, frente ancha, nariz pequeña, macrostomia y un mentón prominente).